# Leucochrysa montanola
Leucochrysa montanola är en insektsart som beskrevs av Banks 1910. Leucochrysa montanola ingår i släktet Leucochrysa och familjen guldögonsländor. Inga underarter finns listade i Catalogue of Life.